# Надрічне (Бережанська міська громада)

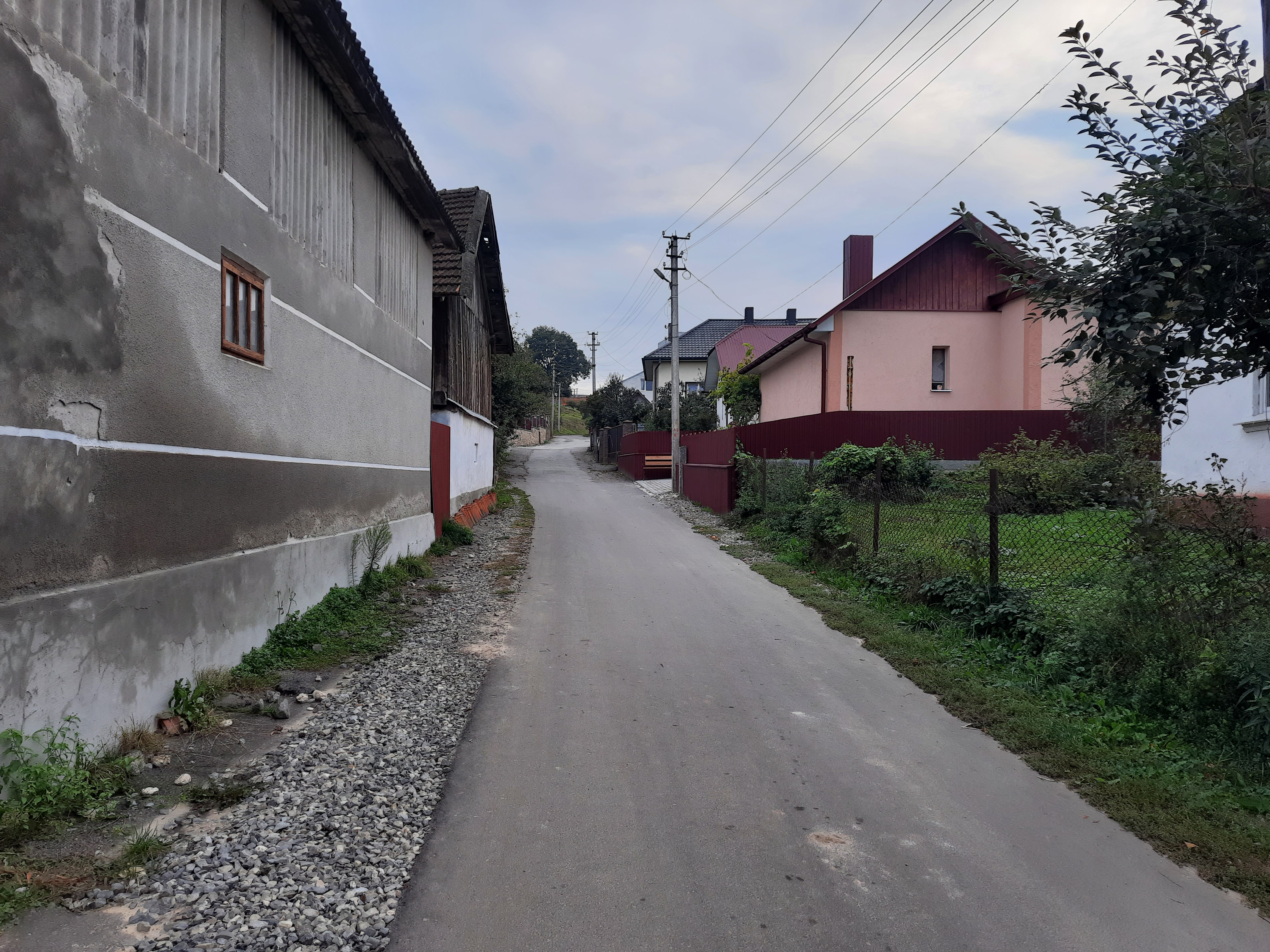
Сільська вулиця

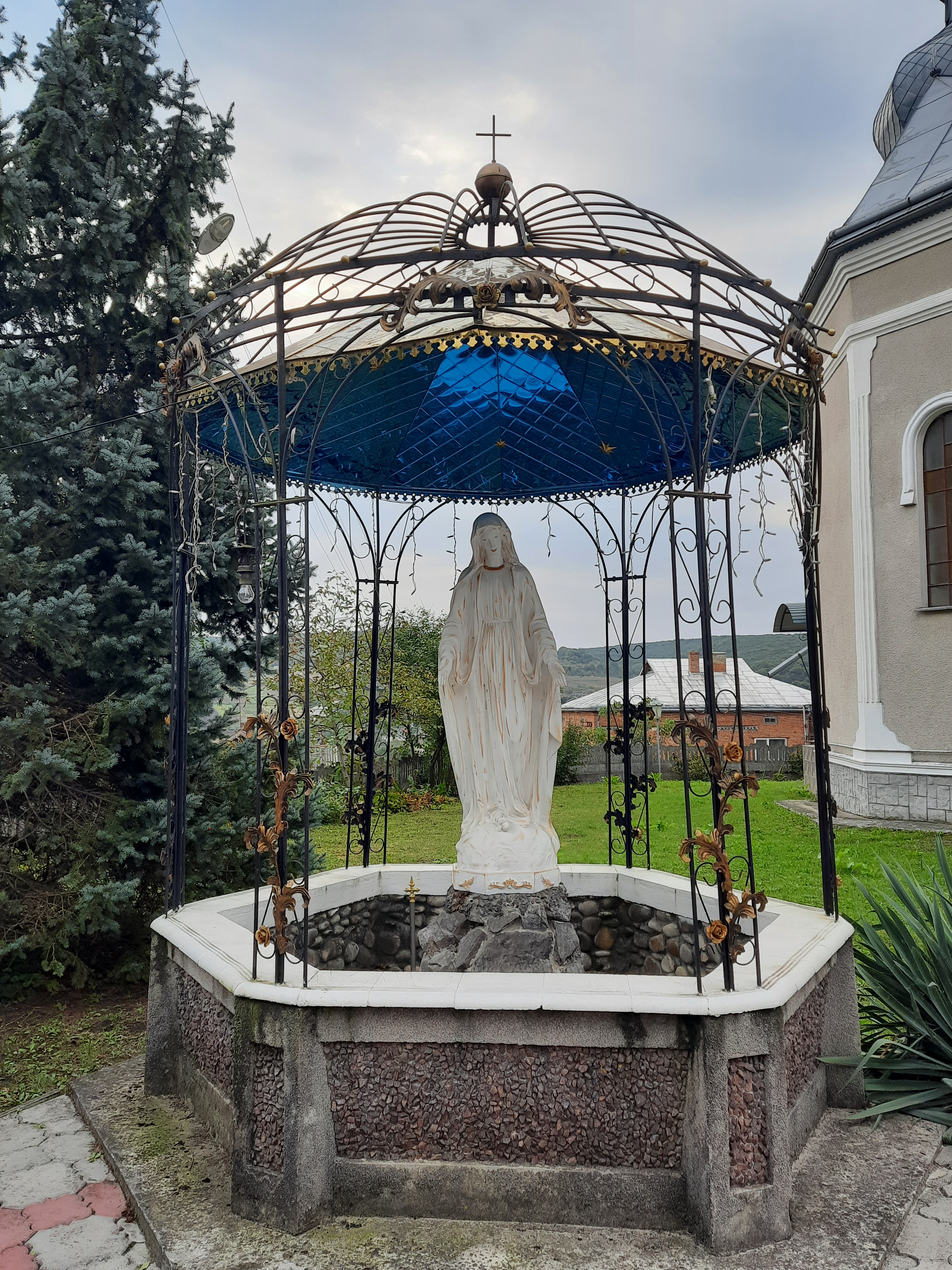
Статуя Божої Матері

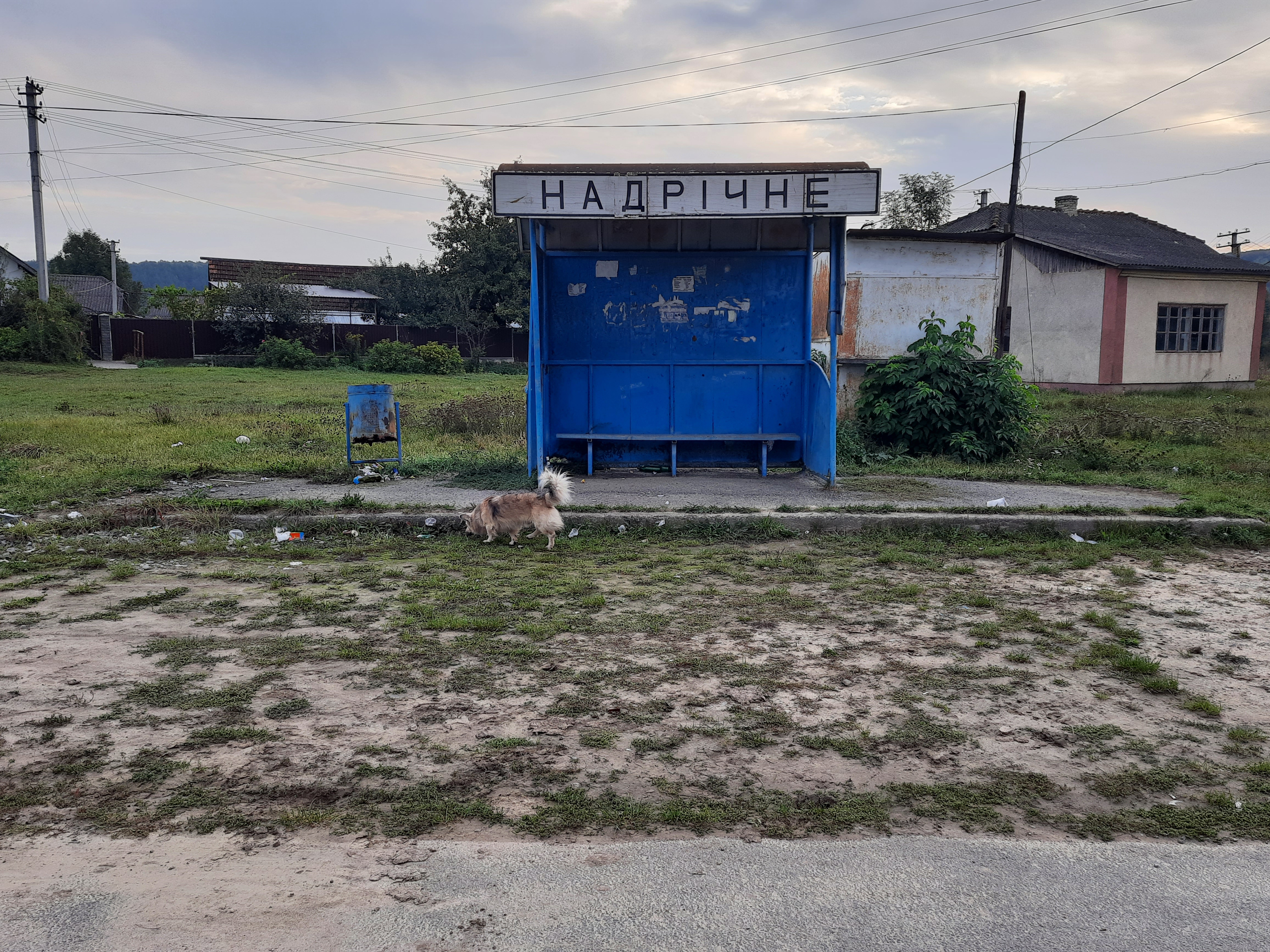
Автобусна зупинка

Надрі́чне — село в Україні, у Бережанській міській громаді Тернопільського району Тернопільської області. Центр сільської ради. До 6 березня 1946 називалося Дрищів. Розташоване на берегах річки Золота Липа.
Населення — 786 осіб (2003). Дворів — 195.

## Географія
У селі є вулиці: Богдана Хмельницького, Гагаріна, Горішня, Золочівська, та Сонячна.

### Клімат
Для села характерний помірно континентальний клімат. Надрічне розташоване у «холодному Поділлі» — найхолоднішому регіоні Тернопільської області.
| Клімат Надрічного         | Клімат Надрічного | Клімат Надрічного | Клімат Надрічного | Клімат Надрічного | Клімат Надрічного | Клімат Надрічного | Клімат Надрічного | Клімат Надрічного | Клімат Надрічного | Клімат Надрічного | Клімат Надрічного | Клімат Надрічного | Клімат Надрічного |
| Показник                  | Січ.              | Лют.              | Бер.              | Квіт.             | Трав.             | Черв.             | Лип.              | Серп.             | Вер.              | Жовт.             | Лист.             | Груд.             | Рік               |
| Середній максимум, °C     | −1,3              | 0,0               | 4,9               | 13,0              | 19,0              | 22,2              | 23,6              | 23,0              | 18,6              | 12,7              | 5,6               | 0,7               | 11                |
| Середня температура, °C   | −4,2              | −2,9              | 1,3               | 8,2               | 13,7              | 16,9              | 18,3              | 17,6              | 13,6              | 8,2               | 2,8               | −1,8              | 7                 |
| Середній мінімум, °C      | −7,1              | −5,7              | −2,2              | 3,4               | 8,4               | 11,7              | 13,0              | 12,2              | 8,6               | 3,8               | 0,0               | −4,3              | 3                 |
| Норма опадів, мм          | 32                | 31                | 33                | 49                | 76                | 89                | 94                | 70                | 56                | 39                | 37                | 40                | 646               |
| ------------------------- | ----------------- | ----------------- | ----------------- | ----------------- | ----------------- | ----------------- | ----------------- | ----------------- | ----------------- | ----------------- | ----------------- | ----------------- | ----------------- |
| Джерело: climate-data.org |                   |                   |                   |                   |                   |                   |                   |                   |                   |                   |                   |                   |                   |

## Історія
Перша писемна згадка — 8 листопада 1420 Дрищів отримав магдебурзьке право від короля Владислава II Ягайла року як власність Яна Лабонти.
У податковому реєстрі 1515 року в селі документується 1/2 лану (близько 12 га) оброблюваної землі та ще 3 лани тимчасово вільної.
1530 село спалили татари. 1626 року внаслідок нападу татар село зазнало значних руйнувань.
Діяли товариства «Просвіта», «Луг», «Сільський господар», «Союз українок», кооператива.
У квітні 1946 внаслідок пожежі згоріли 27 господарств на лівому березі Золотої Липи.
12 червня 2020 року, відповідно до розпорядження Кабінету Міністрів України № 724-р «Про визначення адміністративних центрів та затвердження територій територіальних громад Тернопільської області» увійшло до складу Бережанської міської громади.
19 липня 2020 року, в результаті адміністративно-територіальної реформи та ліквідації Бережанського району, село увійшло до складу Тернопільського району.

## Політика

### Парламентські вибори, 2019
На позачергових парламентських виборах 2019 року у селі функціонувала окрема виборча дільниця № 610032, розташована у приміщенні народного дому.
Результати
- зареєстровано 558 виборців, явка 67,38%, найбільше голосів віддано за «Європейську Солідарність» — 24,13%, за Всеукраїнське об'єднання «Батьківщина» — 21,72%, за «Слугу народу» — 19,84%[9]. В одномандатному окрузі найбільше голосів отримав Іван Чайківський (самовисування) — 34,88%, за Тараса Юрика (Європейська Солідарність) — 31,61%, за Петра Репелу (Всеукраїнське об'єднання «Батьківщина») — 11,17%[10].

## Населення
Населення села в минулому:
| Рік  | Число осіб | Українців греко-католиків | Поляків та римо-католиків | Євреїв |
| ---- | ---------- | ------------------------- | ------------------------- | ------ |
| 1900 | 787        | 664                       | 124                       | 9      |
| 1939 | ▲ 960      | ▲ 850                     | ▼ 105                     | ▼ 5    |

За даними перепису населення 2001 року мовний склад населення села був таким:
| Мова       | Число ос. | Відсоток |
| ---------- | --------- | -------- |
| українська |           | 99,75    |
| російська  |           | 0,25     |

## Пам'ятки
- Є церква святого Миколая (1777, дерев'яна, перевезена з м. Рогатин, нині Івано-Франківська область) та церква святого Священномученика Йосафата, відкрита у 2000 р.
- Геологічна пам'ятка природи місцевого значення Дислокації гірських порід на околиці села Надрічне Бережанського району

### Пам'ятний знак на честь скасування панщини
На честь скасування панщини в 1989 року на роздоріжжі «Під Когутком» встановлено пам'ятний хрест, який відновлено 1990 року (пам'ятка історії місцевого значення). Можливо, на його місці був дерев'яний хрест. Має напис: «Пам'ятка 3 мая знесення панщини і даної Свободи Є. В. Цісарем Франц-Йосифом Р.Б. 1848».

## Соціальна сфера
Працюють ЗОШ І-ІІ ступенів, клуб, бібліотека, дитячий садок «Малятко», відділення зв'язку, фельдшерський пункт.

## Відомі люди

### Народилися
- релігійний діяч, парох в Едмонтоні, священик-василіянин Созонт Дидик,
- лікар, громадський діяч В. Кіналь,
- Лещук Тарас Степанович (1984—2023) — старший лейтенант Збройних сил України, учасник російсько-української війни.
- громадсько-релігійний діяч Спиридон Литвинович,
- поет Василь Савчук.